# Зидеренде
Зидеренде (њем. Süderende) општина је у њемачкој савезној држави Шлезвиг-Холштајн. Једно је од 132 општинска средишта округа Нордфризланд. Према процјени из 2010. у општини је живјело 173 становника. Посједује регионалну шифру (AGS) 1054129.

## Географски и демографски подаци
Зидеренде се налази у савезној држави Шлезвиг-Холштајн у округу Нордфризланд. Општина се налази на надморској висини од 5 метара. Површина општине износи 2,6 km². У самом мјесту је, према процјени из 2010. године, живјело 173 становника. Просјечна густина становништва износи 67 становника/km².